# Алгеро
Алгѐро (на италиански: Alghero; на каталонски: l'Alguer, л'Алге, на сардински: s'Alighera, с'Алигера, на местен диалект l'Aliera, л'Алиера) е пристанищен град и община в Южна Италия, провинция Сасари, автономен регион и остров Сардиния. Разположен е на северозападния бряг на острова. Населението на общината е 40 748 души (към 2013 г.).
В град Алгеро живее многобройно каталонско малцинство, което и днес говори на каталонски. Каталонският език е официален с италианския и със сардинския език в общинското управление.